# Genelle Williams
Genelle Williams es una actriz canadiense, conocida por sus papeles como Kim Carlisle en Radio Free Roscoe, como DJ en The Latest Buzz y como Leena en Warehouse 13.

## Trayectoria
Actuar en la escuela secundaria condujo al comienzo de la carrera profesional de Williams cuando un maestro la vio actuar en un musical y le recomendó un agente a Williams.
El primer papel notable de Williams fue en Radio Free Roscoe de Family que se emitió entre 2002 y 2004. En 2003, interpretó a Kim Carlisle, DJ de Cougar Radio e interés amoroso de Robert McGrath. Durante tres años, también interpretó varios papeles en la popular serie Degrassi: The Next Generation de CTV.
Después de tomarse un descanso en su carrera, apareció en el nuevo programa de Family, The Latest Buzz, como Diane Jeffreys (abreviado "DJ"), editora y supervisora de los jóvenes escritores de Teen Buzz. Luego interpretó a Leena en la serie de Syfy Warehouse 13 desde el inicio de la serie en julio de 2009 hasta el punto medio de la cuarta temporada en octubre de 2012. En 2014, Williams apareció en Lifetime's The Lottery. Williams tiene papeles recurrentes en Remedy y Bitten.
El trabajo cinematográfico de Williams incluye It's a Boy Girl Thing, The Incredible Hulk, y Orphan.

## Filmografía

### Películas
| Year | Title                        | Role                          | Notes        |
| ---- | ---------------------------- | ----------------------------- | ------------ |
| 2004 | My Baby's Daddy              | Receptionista (sin acreditar) |              |
| 2005 | The Lazarus Child            | Joven Lizzie                  |              |
| 2006 | It's a Boy/Girl Thing        | Tiffany                       |              |
| 2008 | The Incredible Hulk          | Chica asustada                |              |
| 2008 | Mookie's Law                 | Dahlia                        | Cortometraje |
| 2008 | Saving God                   | Ashley Ellis                  |              |
| 2009 | Orphan                       | Hermana Judith                |              |
| 2010 | Running Boy                  | Sabine                        | Cortometraje |
| 2018 | The Holiday Calendar         | Sarah Sutton                  |              |
| 2018 | Christmas Catch              | Agente Especial Robertson     |              |
| 2021 | Spiral: From the Book of Saw | Lisa Banks                    |              |
| 2022 | Delia's Gone                 | Delia                         |              |

### Television
| Year      | Title                             | Role                     | Notes                                                                  |
| --------- | --------------------------------- | ------------------------ | ---------------------------------------------------------------------- |
| 2002      | Degrassi: The Next Generation     | -                        | -                                                                      |
| 2003      | Eloise at the Plaza               | Debutante Ruth           | Película para TV                                                       |
| 2003      | Wild Card                         | Candidata a la Hermandad | Episodio: "Hell Week"                                                  |
| 2003–2005 | Radio Free Roscoe                 | Kim Carlisle             | 15 episodios                                                           |
| 2004      | This Is Wonderland                | Kiana Lewis              | Episodio: "1.11"                                                       |
| 2005      | More Sex & the Single Mom         | Megan                    | Película para TV                                                       |
| 2005      | Sue Thomas: F.B. Eye              | Candy McNeil             | Episodio: "Secret Agent Man"                                           |
| 2005      | Kevin Hill                        | Alyssa                   | Episodio: "The Monroe Doctrine"                                        |
| 2005      | Degrassi: The Next Generation     | Mia                      | Episodio: "Weddings, Parties, Anything"                                |
| 2006      | Doomstown                         | Monica                   | Película para TV                                                       |
| 2006      | Banshee                           | Brenna                   | Película para TV                                                       |
| 2007      | Degrassi: The Next Generation     | Carla Carlisle           | Episodio: "Free Fallin': Part 1" Episodio: "Free Fallin': Part 2"      |
| 2007      | Lovebites                         | Marissa                  | 3 episodios                                                            |
| 2007      | The Note                          | Mandi                    | Película para TV                                                       |
| 2007–2010 | The Latest Buzz                   | DJ                       | 51 episodios                                                           |
| 2008      | The Tower                         | Sonia Taylor             | Película para TV                                                       |
| 2008–2009 | The Line                          | Michelle                 | 8 episodios                                                            |
| 2009      | Taking a Chance on Love           | Mandi                    | Película para TV                                                       |
| 2009      | Flashpoint                        | Taraleigh                | Episodio: "Aisle 13"                                                   |
| 2009–2013 | Warehouse 13                      | Leena                    | Rol estelar en 11 episodios                                            |
| 2011      | The Listener                      | Magda                    | Episodio: "To Die For"                                                 |
| 2012      | Warehouse 13: Of Monsters and Men | Leena                    | Serie web                                                              |
| 2012      | Lost Girl                         | Hessa                    | Episodio: "Table for Fae"                                              |
| 2013      | Republic of Doyle                 | Colleen Simms            | Temporada 4 Episodio 8: "Multitasking"                                 |
| 2014      | The Lottery                       | Amiga de Kyle            | Temporada 1 Episodio 2: "Rules of the Game" Episodio 3: "Greater Good" |
| 2014–2015 | Remedy                            | Zoe Rivera               | 20 episodios                                                           |
| 2014–2016 | Bitten                            | Rachel                   | 20 episodios                                                           |
| 2018      | Prescription for Danger           | Skyler Parsons           | Película para TV                                                       |
| 2018      | The Expanse                       | Tilly Fagan              | 4 episodios                                                            |
| 2021–     | Family Law                        | Lucy Svensson            |                                                                        |